# ووتر بروير
ووتر بروير (بالهولندية: Wouter Brouwer)‏ هو مبارز بالسيف هولندي، ولد في 10 أغسطس 1882 في أمستردام في هولندا، وتوفي بنفس المكان في 4 مايو 1961.

## وصلات خارجية
- ووتر بروير على موقع أوليمبيديا (الإنجليزية)